# Platycrater arguta
Platycrater arguta ist die einzige Art der Pflanzengattung Platycrater innerhalb der Familie der Hortensiengewächse (Hydrangeaceae).

## Beschreibung

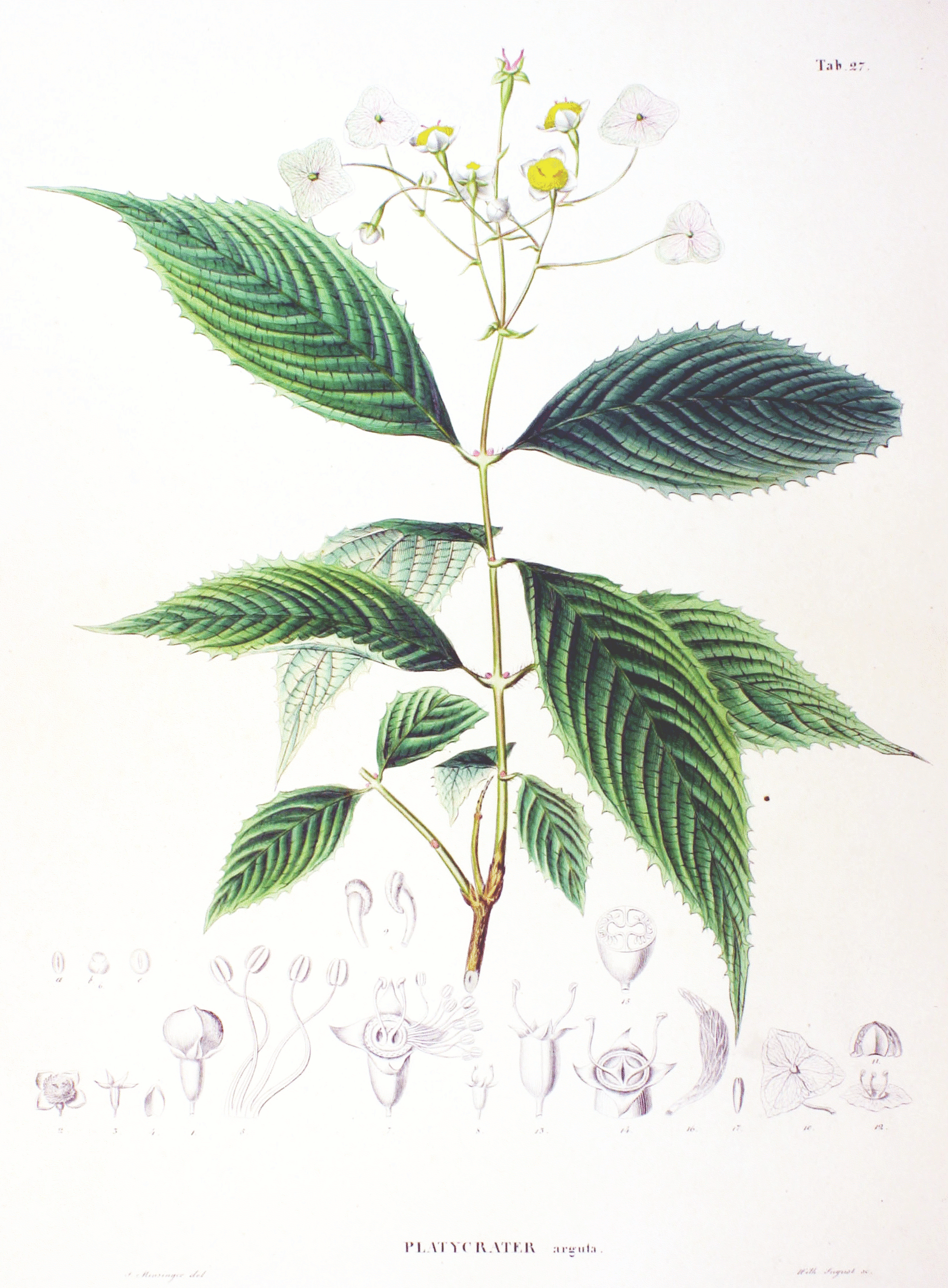
Illustration

### Vegetative Merkmale
Platycrater arguta ist ein laubwerfender Strauch, der Wuchshöhen von 50 bis 300 Zentimetern erreicht. Die Rinde der Zeige ist braun und fast kahl.
Die kreuzgegenständigen Laubblätter sind in Blattstiel und -spreite gegliedert. Der Blattstiel ist 1 bis 7 Zentimeter lang. Die einfache Blattspreite ist bei einer Länge von 9 bis 15 Zentimetern sowie einer Breite von 3 bis 6 Zentimetern lanzettlich bis elliptisch mit keilförmiger Spreitenbasis. Der Blattrand ist grob gezähnt. Beide Blattflächen sind behaart oder die Blattoberseite ist fast kahl.

### Generative Merkmale
In China liegt die Blütezeit im Juli. Die Blütenstände sind zymöse Rispen oder dichasiale Zymen. Einige der Blüten sind steril, diese sind drei- bis vier-, selten zwei- bis fünflappig. Bei den eigentlichen Blüten liegen vier Kelchblätter klappig übereinander. Die vier ebenfalls klappig angeordneten Kronblätter sind eiförmig, weiß und hinfällig zur Fruchtzeit.
Die Staubfäden der über 200 Staubblätter sind fadenförmig. Die Stylodien sind unverwachsen, die Narben endständig. Der mittelständige Fruchtknoten ist zwei- bis vierfächrig, die Samenanlagen sind uneinheitlich angeordnet.
Die Kapselfrucht reift in China zwischen September und Oktober und öffnet sich am äußersten Ende zwischen den Griffeln, um die zahlreichen Samen freizugeben. Die dunkelbraunen Samen sind bei einer Länge von 1,0 bis 1,5 Millimetern spindelförmig und kurz geflügelt.
Die Chromosomenzahl beträgt 2n = 34.

## Verbreitung
Platycrater arguta kommt in Japan und in den chinesischen Provinzen Anhui, Fujian, Jiangxi und Zhejiang vor.

## Systematik
Die Erstbeschreibung von Platycrater arguta erfolgte 1838 durch Philipp Franz von Siebold und Joseph Gerhard Zuccarini in ihrer Flora Japonica, 1, S. 62, Tafel 27, dabei wurde auch die Gattung  Platycrater aufgestellt.
Platycrater arguta ist die einzige Art der Gattung Platycrater. Die Gattung  Platycrater gehört zur Tribus Hydrangeae in der Unterfamilie Hydrangeoideae innerhalb der Familie Hydrangeaceae.